# 제6회 전국동시지방선거 대구광역시
이 문서는 제6회 전국동시지방선거 대구광역시 지역 투·개표 결과이다.

## 개표 결과

### 대구광역시장
|  | 55.95% |

|  | 40.33% |

|  | 1.42% |

|  | 1.24% |

|  | 1.04% |

### 기초자치단체장
제6회 지방 선거에서 대구광역시의 기초자치단체장은 전원 새누리당 후보가 당선되었으며 당선자 명단은 아래와 같다.
| 지역        | 기호 | 후보   | 정당     | 득표수  | 득표율 | 비고 |
| ----------- | ---- | ------ | -------- | ------- | ------ | ---- |
| 대구 남구   | 1    | 임병헌 | 새누리당 | 무투표  | -      | 3선  |
| 대구 달서구 | 1    | 곽대훈 | 새누리당 | 178,964 | 61.2%  | 3선  |
| 대구 달성군 | 1    | 김문오 | 새누리당 | 무투표  | -      | 재선 |
| 대구 동구   | 1    | 강대식 | 새누리당 | 116,937 | 79.4%  |      |
| 대구 북구   | 1    | 배광식 | 새누리당 | 119,559 | 68.4%  |      |
| 대구 서구   | 1    | 류한국 | 새누리당 | 45,867  | 51.2%  |      |
| 대구 수성구 | 1    | 이진훈 | 새누리당 | 142,937 | 72.8%  | 재선 |
| 대구 중구   | 1    | 윤순영 | 새누리당 | 21,468  | 61.3%  | 3선  |

#### 중구청장
|  | 61.31% |

|  | 38.68% |

#### 동구청장
|  | 79.39% |

|  | 20.60% |

#### 서구청장
|  | 51.21% |

|  | 22.86% |

|  | 22.57% |

|  | 3.34% |

#### 남구청장
| 제6회 전국동시지방선거남구청장 선거 |        |          |        |        |      |      |
| 유권자수: 142,345명                 |        |          |        |        |      |      |
| 후보                                | 후보   | 정당     | 득표   | 득표율 | 당락 | 비고 |
|                                     | 임병헌 | 새누리당 | 무투표 | 무투표 | 당선 |      |

#### 북구청장
|  | 68.39% |

|  | 18.86% |

|  | 12.73% |

#### 수성구청장
|  | 72.80% |

|  | 27.19% |

#### 달서구청장
|  | 72.86% |

|  | 27.13% |

#### 달성군수
| 제6회 전국동시지방선거달성군수 선거 |        |          |        |        |      |      |
| 유권자수: 145,001명                 |        |          |        |        |      |      |
| 후보                                | 후보   | 정당     | 득표   | 득표율 | 당락 | 비고 |
|                                     | 김문오 | 새누리당 | 무투표 | 무투표 | 당선 |      |

### 대구광역시의회의원
제6회 지방 선거에서 대구광역시의회의 의원을 뽑는 선거에서는 지역구 27석은 여당인 새누리당 후보가 전원 당선 또는 무투표 당선되었으며 비례대표 3석은 여당에 두 석, 야당인 새정치민주연합에 한 석이 돌아갔다. 새정치민주연합은 제4회 지방 선거가 열렸던 2006년 이후 8년만에 다시 대구광역시의회에서 한 석을 얻게 되었다. 여당인 새누리당 또한 2010년 지방 선거와 비교하여 두 석을 추가로 더 얻게 되었는데, 한 석은 새누리당 친박 계열의 전신 정당인 친박연대와 다른 한 석은 새로 신설된 지역구에서 여당 후보가 당선됨에 따라 지역구의 모든 의석을 차지하게 되었다.

### 대구광역시교육감
|  | 58.47% |

|  | 28.21% |

|  | 13.31% |

## 같이 보기
- 제6회 전국동시지방선거